# Dictionnaire universel d’histoire et de géographie

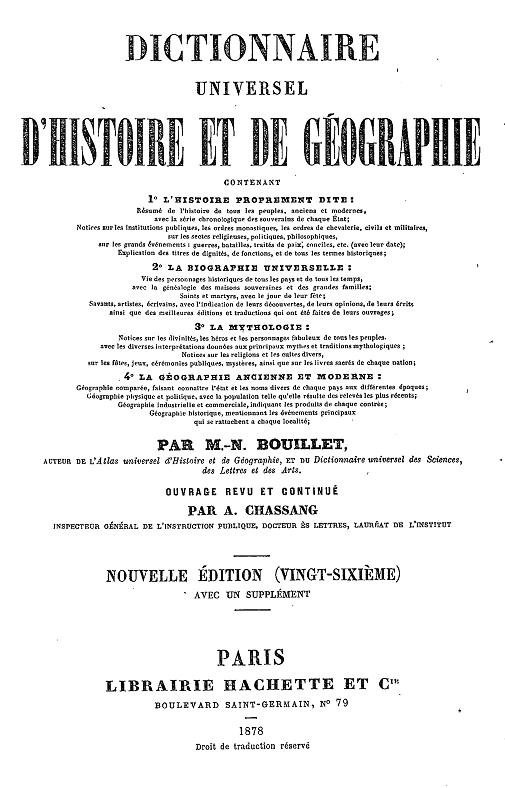

Das Dictionnaire universel d'histoire et de géographie ist eines der bekanntesten Nachschlagewerke französischer Sprache des 19. Jahrhunderts. Es ist untrennbar mit dem Namen seines Herausgebers Marie-Nicolas Bouillet verbunden, nach dem es bald nur noch „Le Dictionnaire Bouillet“ oder „Le Bouillet“ genannt wurde: 
„Au point que le nom de l'auteur a passé dans la langue, et que l'on donne aujourd'hui [1865] le nom de Bouillet à tout dictionnaire d'histoire et de géographie.“
Der Bouillet wurde 1842 erstmals veröffentlicht und ist nach dem Dictionnaire classique de l'antiquité sacrée et profane das zweite von Nicolas Bouillet publizierte Lexikon. Bis 1914 erlebte es 34 Ausgaben. Später ergänzte der Autor das Dictionnaire durch zwei weitere Werke, das Dictionnaire universel des sciences, des lettres et des arts (1854) und den Atlas universel d'histoire et de géographie (1865).
1852 geriet das Werk auf den Index, was Bouillet veranlasste, eine neue Ausgabe zu erstellen, die die Vorwürfe der religiösen Autoritäten aufnahm und 1854 auch den Segen des Vatikans erhielt: Die gereinigte Fassung enthielt eine Reihe von kritischen Anmerkungen zu Klerikern, Kardinälen und Päpsten nicht mehr, dafür aber zum Beispiel eine aus Sicht der Kirche fehlende Kritik an Denkern wie Montesquieu.